# 中缅八角
中缅八角（学名：Illicium burmanicum）为八角茴香科八角属的植物。分布在缅甸以及中国大陆的云南等地，生长于海拔2,300米至2,700米的地区，见于山坡林缘，目前尚未由人工引种栽培。